# Долгополов, Николай Михайлович
Никола́й Миха́йлович Долгопо́лов (род. 11 января 1949, Москва) — советский и российский журналист, писатель

-документалист и историк спецслужб, публицист, лично близкий к Службе внешней разведки Российской Федерации. Автор ряда книг о советских разведчиках-нелегалах. Член Совета при Президенте РФ по физической культуре и спорту, Союза журналистов России, Союза писателей Москвы, Межрегионального союза писательских организаций и Президиума Федерации фигурного катания на коньках России. Организатор и президент клуба «Тройной тулуп», объединяющего журналистов, пишущих о фигурном катании. Член Пресс-комиссий Олимпийского комитета России и Международной ассоциации легкоатлетических федераций. Президент Федерации спортивных журналистов России. Является одним из организаторов российского движения «Фэйр Плей» и председателем его российского комитета (с 2013).

## Биография
Родился в семье Михаила Николаевича Долгополова (1901—1977) — спецкора «Известий». Выпускник Московского государственного института иностранных языков и аспирантуры Университета Стратклайда в Глазго.
В 1971—1973 годах находился в служебной командировке в Иране, работал на военном заводе переводчиком с фарси. С 1973 года — в журналистике: работал в «Комсомольской правде», начав корреспондентом отдела спорта, дошёл до должности первого заместителя главного редактора. В 1986 году находился в командировке в зоне аварии на Чернобыльской АЭС.
В 1987—1992 годах работал собственным корреспондентом «Комсомольской правды» во Франции. С 1997 года — ответственный секретарь газеты «Труд». С 2007 года — заместитель главного редактора «Российской газеты».
С 1993 года занимается историей разведки. К этой работе, документам СВР и личному знакомству с ветеранами разведки был допущен директором СВР Евгением Примаковым. Куратором деятельности Долгополова стал Юрий Кобаладзе. Долгополов принял «эстафету» от основателя жанра документально-биографической литературы о фигурах советской и российской разведки писателя-документалиста Теодора Гладкова, с которым дружил и у которого перенимал опыт.
В 1994 году признан лучшим спортивным журналистом России по версии ОКР.
В 1997 году избран членом Исполкома Международной ассоциации спортивной прессы (АИПС); с 2001 года — вице-президент этой организации.
В 1999 году первым из российских журналистов был приглашён для ведения семинаров и чтения лекций в Международной олимпийской академии в Олимпии; в 2001 году — для ведения в Сеуле семинара по проблемам современного международного спорта (FIFA).
Работал на летних Олимпийских играх 1976, 1980, 1992, 2000, 2004, 2008 и 2012 годов; на зимних Олимпийских играх 1992, 1994, 1998, 2002, 2010 и 2014 годов.

## Награды и премии
- Премия Союза журналистов России за мужество и мастерство, проявленные при освещении событий в зоне Чернобыльской АЭС (1986)
- Первая премия в конкурсе спортивных журналистов, проводимом Госкомспортом России (1998)
- Премия мэра Москвы (2001)
- Премия Службы внешней разведки Российской Федерации (2002, за книгу «С ними можно идти в разведку»[2]; 2014)
- Премия имени Льва Филатова (2002)[6]
- Премия Правительства Российской Федерации в области средств массовой информации (2022)[7]
- Почётные дипломы Международного комитета «Фэйр Плей» и Европейского движения Честной игры[уточнить]

## Книги
- Негаснущие звёзды Олимпиады / Н. М. Долгополов, Г. В. Швец. — М.: Знание, 1981. — 64 с.
- По ту сторону спорта. — М.: Молодая гвардия, 1984. — 205 с.
- Имя с первой полосы : герои эпохи — герои «Комсомольской правды» [печатный текст] / Сост. Н. М. Долгополов [и др.]. — М.: Правда, 1985. — 589 с. — 200 000 экз.
- Во имя мира, во славу спорта. — М.: Физкультура и спорт, 1986. — 80 с. — 50 000 экз.
- Правда полковника Абеля: кто такие «русские атомные шпионы» и как они работали в США. — М.: Весть, 1995. — 64 с. — (Из жизни спецслужб).
- Они украли бомбу для Советов. — М.: XXI Век-Согласие, 2000. — 224 с. — ISBN 5-293-00019-5.
- С ними можно идти в разведку. — М.: Воскресенье, 2002. — 320 с. — ISBN 5-88528-281-1.
- Гении внешней разведки. — М.: Молодая гвардия, 2004. — С. 464. — ISBN 5-235-02645-4.
- Элита русской разведки. — М.: Молодая гвардия, 2005. — С. 528. — ISBN 5-235-02774-4.
- Абель-Фишер. — М.: Молодая гвардия, 2011. — С. 368. — 5000 экз. — ISBN 978-5-235-03410-5.
- Главный противник. Тайная война за СССР. — М.: Алгоритм, 2011. — 333 с. — (Проект «Анти-Россия»). — ISBN 978-5-699-48882-7.
- Ким Филби. — М.: Молодая гвардия, 2012. — 256 с. — 5000 экз. — ISBN 978-5-235-03513-3.
- Вартанян. — М.: Молодая гвардия, 2014. — 240 с. — 6000 экз. — ISBN 978-5-235-03707-6.
- Надежда Троян. — М.: Молодая гвардия, 2016. — 206 с. — 3000 экз. — ISBN 978-5-235-03951-3.
- Легендарные разведчики. — М.: Молодая гвардия, 2017. — 368 с. — 3000 экз. — ISBN 978-5-235-03971-1.